# دون كامبل (لاعب هوكي الجليد)
دون كامبل هو لاعب هوكي الجليد كندي، ولد في 12 يوليو 1925 في Drumheller ‏ في كندا، وتوفي في 20 ديسمبر 2012.

## وصلات خارجية
- دون كامبل على موقع دوري الهوكي الوطني (الإنجليزية)
- دون كامبل على موقع EliteProspects.com (الإنجليزية)
- دون كامبل على موقع HockeyDB.com (الإنجليزية)
- دون كامبل على موقع Hockey-Reference.com (الإنجليزية)